# Гротаферата
Гротафера̀та (на италиански: Grottaferrata) е град и община в Централна Италия, провинция Рим, регион Лацио. Разположен е на 329 m надморска височина. Населението на общината е 21 039 души (към 2010 г.).